# Brian Glendinning
Brian Glendinning (sinh ngày 26 tháng 12 năm 1934) là một cựu cầu thủ bóng đá người Anh thi đấu ở Football League cho Darlington. Là một tiền đạo trung tâm, ông thi đấu bóng đá non-league cho South Shields.